# Marco Foroni
Marco Foroni (Milano, 16 aprile 1972) è un giornalista, telecronista sportivo e conduttore televisivo italiano.

## Carriera
Comincia la sua attività giornalistica nel 1995 affiancando alla attività giornalistica quella di radiocronista, collabora da freelance per la redazione sportiva de Il Giornale occupandosi, oltre che di calcio, anche di hockey. 
Nel 1999 Inizia a lavorare per Tele+, occupandosi principalmente di calcio estero, Premier League e Liga, ma anche di serie A e tennis.
Quando Stream e Tele+ si fondono, nell'estate del 2003, viene assunto dalla nuova pay-tv Sky, azienda nella quale rimarrà per sette anni. 
A Sky diventa caposervizio del calcio internazionale, e nominato lo studio calcio club dei pre e post partita  oltre che commentatore dei campionati stranieri, voce principale a Diretta Gol e inviato a bordo-campo  al seguito dei principali match di Champions League. Ha inoltre condotto la rassegna sul calcio internazionale Euro Calcio Show ed è stato uno degli inviati di Sky per i Mondiali del 2006 e del 2010. 
Nell'estate del 2010 passa a Mediaset assieme al collega Pierluigi Pardo. In questa nuova esperienza è impiegato come conduttore; l'azienda gli affida lo studio pre e post partita di Champions fino al estate 2015, trasmesso anche sui canali generalisti di Mediaset.
L'8 febbraio 2016 lascia Mediaset e diventa il nuovo direttore del canale Fox Sports rimanendo in carica fino alla chiusura dell'emittente, avvenuta il 30 giugno 2018.
A partire dal 6 luglio 2018 ha assunto un nuovo incarico nella versione italiana di DAZN, società del Gruppo Perform che offre la visione di partite di calcio in streaming live e on demand. 
Foroni è stato nominato direttore responsabile della testata giornalistica di DAZN.